# Sossianos Hiéroclès
Pour les articles homonymes, voir Hiéroclès.
Sossianos Hiéroclès (en grec ancien Ἱεροκλῆς) est un proconsul romain qui a vécu sous l'empereur Dioclétien, vers la fin du IIIe siècle et au début du IVe siècle. Il est gouverneur de la province romaine de Syrie avec le titre de Praeses au cours des années 290. De 293 à 303 il est Vicaire du Diocèse d'Orient, mais aussi gouverneur d'Arabia Augusta Libanensis. En 303, il est nommé proconsul de Bithynie. C'est pour ses activités anti-chrétiennes dans cette province qu'il est principalement connu. Certains Pères de l'Église le décrivent comme l'un des plus zélés persécuteurs. C'est en Bythinie qu'il rédige son Discours ami de la vérité contre les Chrétiens qui n'est connu que par la critique qu'en font Eusèbe de Césarée ou Lactance. Il a apparemment infléchi Dioclétien vers la décision de persécuter les chrétiens. Il sera peut-être vers 306-307 préfet d'Égypte. Il y applique avec zèle l'édit de persécution.

## LeDiscours ami de la vérité
Hiéroclès est l'auteur d'un Discours ami de la vérité contre les Chrétiens (Λόγοι φιλαλήθεις πρὸς τοὺς Χριστιανούς, au pluriel dans le grec) en deux livres ; ce texte ne nous est pas parvenu, mais nous en connaissons la teneur indirectement par plusieurs citations d'auteurs chrétiens, dont Lactance et surtout Eusèbe de Césarée qui écrivit en réponse un Contre Hiéroclès pour le réfuter.
Dans ce discours, Hiéroclès s'attache à mettre en évidence les contradictions de l'Écriture et l'inculture des apôtres, de la même façon que ses prédécesseurs antichrétiens l'avaient fait dans leurs pamphlets. Il indique que le Christ « ayant été chassé par les Juifs, assembla neuf cents hommes et se mit à leur tête pour commettre des brigandages ». Dans trois passages, l'appellation qu'il donne aux disciples de Jésus se rapproche plus de l'appellation perisim (brigands, mais avec une connotation de voleur des grands chemins) donnée dans les sources juives que de l'appellation lestai (brigands) donnée par Celse. Il est donc probable que la source de Hiéroclès soit juive. Il dresse notamment un parallèle entre Jésus-Christ et Apollonios de Tyane, tous deux auteurs de miracles, afin de rabaisser l'importance des miracles attribués à Jésus ; un parallèle du même type avait déjà été dressé par Porphyre de Tyr. Dans son Contre Hiéroclès, Eusèbe ne répond que sur ce parallèle, et, tout en reconnaissant la sagesse d'Apollonios, s'attache à réfuter entièrement ses prétentions à la divinité. Eusèbe fait aussi allusion au Discours ami de la vérité dans ses Martyrs de Palestine en V, 3.